# Leaphis
Leaphis – wymarły rodzaj owadów z rzędu pluskwiaków i infrarzędu mszyc. Jedyny z monotypowej rodziny Leaphididae lub podrodziny Leaphidinae. Znany jest z anizyku w triasie. Jego skamieniałość odnaleziono na terenie Francji. Obejmuje tylko gatunek L. prima.

## Taksonomia
Rodzaj i gatunek typowy opisane zostały po raz pierwszy w 2010 roku przez Dimitrija Szczerbakowa na podstawie pojedynczej skamieniałości, oznaczonej 5916/5917 i zdeponowanej w Ecole Observatoire des Sciences de la Terre przy Uniwersytecie Strasburskim. Odnaleziono ją w formacji Grès à Voltzia, w Arzviller na terenie francuskiego departamentu Mozela. Datowana jest na anizyk w triasie. Nazwę rodzajową nadano na cześć paleobotaniczki, Lei Grauvogel-Stamm, łącząc jej imię z afiksem -aphis, oznaczającym mszycę. Epitet gatunkowy prima oznacza po łacinie „pierwsza”.
Ten sam okaz przebadali Jacek Szwedo i André Nel i, nie będąc świadomymi pracy Szczerbakowa, opisali go w publikacji z 2011 roku jako nowy rodzaj Vosegus, od celtyckiego boga myśliwych, oraz nowy gatunek Vosegus triassicus, od okresu, z którego pochodzi. Autorzy zdążyli opublikować w tej samej pracy addendum, w którym synonimizują swoje nazwy z tymi nadanymi przez Szczerbakowa.
Klasyfikacja omawianego taksonu na poziomie rodzinowym budzi kontrowersje. Szczerbakow opisując Leaphis wyróżnił dlań nową, monotypową podrodzinę Leaphidinae w obrębie Creaphididae. Szwedo i Nel opisując Vosegus umieścili go w nowej, monotypowej rodzinie Vosegidae. We wspominanym addendum zsynonimizowali Vosegidae z Leaphidinae, które z kolei wynieśli do rangi osobnej rodziny Leaphididae w obrębie Triassoaphidoidea. W 2020 baza Fossilworks uznaje klasyfikację Szwedo i Nel (Leaphididae), natomiast baza Aphid Species File klasyfikację Szczerbakowa (Creaphididae: Leaphidinae).

## Morfologia
Owad znany wyłącznie z przedniego skrzydła o długości ponad 2,3 mm i szerokości 0,8 mm. Przednia (kostalna) krawędź skrzydła była prosta i niepogrubiona. Dobrze wykształcona pterostygma miała wydłużony kształt z łukowato wygiętą krawędzią tylną i była dłuższa niż ćwierć długości skrzydła. Komórka kostalna była nieco węższa od radialnej. Żyłki: subkostalna, radialna, medialna i przednia kubitalna wyrastały ze wspólnego, grubego, na dłuższym odcinku prostego pnia. Z pnia tego jako pierwsza oddzielała się przednia żyłka kubitalna, która dalej dzieliła się na dwie gałęzie, tj. CuA1 i CuA2. CuA1 była równie mocna co CuA2, ale dwukrotnie od niej dłuższa. Wspólny pień żyłek CuA1 i CuA2 był mniej więcej równy długościom gałęzi CuA2. Żyłka medialna na wysokości nasady pterostygmy rozdzielała się na gałęzie M1+2 i M3+4, a ta pierwsza następnie na wysokości szczytu pterostygmy rozwidlała się na podobnych długości gałęzie M1 i M2. Długość żyłki M2 była nieco większa niż pnia M1+2, a żyłki M3+4 większa niż pnia żyłki medialnej. Tylna żyłka radialna (RP) odchodziła od wspólnego pnia żyłki subkostalnej i radialnej wyraźnie przed nasadą pterostygmy; przebieg tejże żyłki był na całej długości łukowaty, a brzeg skrzydła osiągała ona daleko przed jego wierzchołkiem. Użyłkowanie skrzydła było ciemne, być może zesklerotyzowane, natomiast błona między żyłkami była przypuszczalnie przezroczysta.

## Paleoekologia
Formacja Grès à Voltzia cechuje się dużym bogactwem zachowanej bioty; stanowi najwcześniejsze tak bioróżnorodne miejsce znane z czasów po wymieraniu permskim. Prawdopodobnie było to środowisko delty rzecznej lub podobnego typu i miało charakter refugium dla taksonów ocalałych po tymże wymieraniu, jako że skład bioty wykazuje znaczne podobieństwa z tą permską. W jego florze dominowały rośliny iglaste jak np. Voltzia, Albertia, Aethophylum i Pelourdea, ale rosły tu także różne widłaki, skrzypy, paprocie, sagowcowe i miłorzębowe. Wśród bogatej entomofauny rozpoznano licznych przedstawicieli jętek, Odonatoptera, widelnic, prostoskrzydłych, karaczanów, straszyków, pluskwiaków, chrząszczy, sieciarek, chruścików, wojsiłek i muchówek.